# Джамал Хашогджи
Джамал Ахмад Хашогджи (на арабски: جمال أحمد خاشقجي) е саудитски дисидент, автор, журналист, колумнист за The Washington Post и мениджър и главен редактор на Al-Arab News Channel, който бива убит в саудитското консулство в Истанбул на 2 октомври 2018 г. по заповед на Мохамед бин Салман.
Хашогджи напуска Саудитска Арабия през септември 2017 г. в доброволно изгнание. Той казва, че правителството на Саудитска Арабия „го е блокирало от Twitter“, и по-късно пише за вестници, критикуващи саудитското правителство. Хашогджи е остър критик на принца на Саудитска Арабия, Мохамед бин Салман и краля на страната – Салман. Той също се противопоставя на намесата на Саудитска Арабия в гражданската война в Йемен.
На 2 октомври 2018 г. Хашогджи влиза в консулството на Саудитска Арабия в Истанбул, за да получи документи, свързани с неговия брак, но никога не напуска сградата и впоследствие е обявен за безследно изчезнал. Анонимни източници на турската полиция твърдят, че е бил убит и разчленен в консулството. Саудитското правителство твърди, че Хашогджи е напуснал консулството жив през задния вход, но турската полиция твърди, че на камерите за видеонаблюдение няма запис с него да напуска консулството. На 15 октомври се провежда инспекция на консулството от Саудитска Арабия и турски официални лица. Турските длъжностни лица откриват доказателства за „пребоядисване“ по време на инспекцията и доказателства, подкрепящи теорията, че Хашогджи е убит.

## Ранен живот
Джамал Хашогджи е роден в Медина през 1958 г. Неговият дядо Мохамед Хашогджи, който е от турски произход, се жени за жена от Саудитска Арабия и е личен лекар на крал Абдулазис Ал Сауд, основател на кралство Саудитска Арабия. Хашогджи е племенник на покойния официален търговец на оръжие на Саудитска Арабия Аднан Хашогджи, известен със своята роля в скандала „Иран-Контра“. Хашогджи е братовчед на Доди ал Файед, който загива с принцеса Даяна при катастрофа в Париж.
Хашогджи получава бакалавърска степен по бизнес администрация от Индианския държавен университет в САЩ през 1982 г.

## Кариера
Джамал Хашогджи започва кариерата си като регионален мениджър на книжарниците „Тихама“ от 1983 до 1984 г. По-късно, работи като кореспондент на Саудитския вестник и като помощник-мениджър на Okaz от 1985 до 1987 г. Той продължава кариерата си като репортер на различни ежедневни и седмични арабски вестници от 1987 до 1990 г., включително Al Sharq Al Awsat, Al Majalla и Al Muslimoon. Става главен редактор на Al Madina през 1991 г. и е такъв до 1999 г.
От 1991 до 1999 г. той е чуждестранен кореспондент в страни като Афганистан, Алжир, Кувейт, Судан и в Близкия изток. Също така се твърди, че през този период служи на саудитската разузнавателна агенция и евентуално със САЩ в Афганистан. След това е назначен за заместник главен редактор на Arab News и е на поста от 1999 до 2003 г.
Хашогджи става главен редактор на саудитския ежедневник Al Watan за кратък период, по-малко от два месеца през 2003 г. Той е уволнен през май 2003 г. от саудитското министерство на информацията, защото позволява на журналист да критикува ислямския теолог Ибн Таймия (1263 – 1328), който се смята за основател на уахабизма.
След като е уволнен, Хашогджи заминава в Лондон в доброволно изгнание. Там, той се присъединява към екипа на Al Faisal като съветник. След това той служи като медиен помощник на принц Турки ал Файсал, а последният е посланик на Саудитска Арабия в Съединените щати. През април 2007 г. Хашогджи започва да работи като главен редактор на Al Watan за втори път.
Една колонка от поета Ибрахим ал-Алмай, оспорвайки основните принципи на движението салафизъм, е публикувана в Al Watan през май 2010 г., което води до привидно принудителното напускане на Хашогджи, за втори път на 17 май 2010 г. Al Watan обявява, че Хашоги подава оставка като главен редактор за „да се съсредоточи върху личните си проекти“. Обаче се смята, че той е принуден да подаде оставка, поради официално недоволство с публикувани статии, които са критични към суровите ислямски правила на Кралството. След втората си оставка от Al Watan през 2010 г., Хашоги поддържа връзки със саудитски елити, включително и с тези в своя разузнавателен апарат. През 2015 г. той пуска сателитния новинарски канал Al-Arab, базиран в Бахрейн, тъй като страната не позволява независими новинарски канали да работят в рамките на техните граници. Новият канал е подкрепен от милиардера принц Алуалейд бин Талал, и участва в американския финансов канал Bloomberg Television. Въпреки това, каналът излъчва за по-малко от 11 часа, преди да бъде закрит от Бахрейн. Той също така е политически коментатор за саудитските и международни канали, включително MBC, BBC, Al Jazeera и Dubai TV. Между юни 2012 г. и септември 2016 г. неговите колонки редовно се публикуват от Al Arabiya.
Позовавайки се на доклад от Middle East Eye, Independent съобщава през декември 2016 г., че на Хашогджи е забранено от саудитските власти да публикува или да се появява по телевизията „за да критикува избрания президент на САЩ Доналд Тръмп“.
Хашогджи се премества в Съединените щати през юни 2017 г. и започва да пише за The Washington Post през септември 2017 г. В пощата той критикува блокадата, водена от Саудитска Арабия срещу Катар, спора на Саудитска Арабия с Ливан, дипломатическия спор на Саудитска Арабия с Канада и репресиите на Кралството срещу опозицията и медиите. Хашогджи подкрепя някои от реформите на принца, като позволението на жените да карат автомобили, но осъжда арестуването на Лоуджан Хатлул, която е класирана на трето място в списъка на 100-те най-влиятелни арабски жени през 2015 г.
Говорейки за Newshour на Би Би Си, Хашогджи критикува изграждането на израелски селища в окупираните палестински територии, като казва: „Нямаше никакъв международен натиск върху израелците и затова израелците избягаха да строят селища, разрушавайки домове“.
Хашогджи критикува саудитската война срещу Йемен, пишейки: „Колкото по-дълго тази жестока война продължава в Йемен, толкова по-трайна ще бъде щетата“.
Според The Spectator, „С почти 2 милиона Twitter последователи, той е най-известният политически критик в арабския свят и редовен гост на големите телевизионни мрежи във Великобритания и Съединените щати“. През 2018 г. Хашогджи създава нова политическа партия, наречена „Демокрация за арабския свят“, представляваща политическа заплаха за принца Мохамед. Той пише в колона Post на 3 април 2018 г., че Саудитска Арабия „трябва да се върне в условията си преди 1979 г., когато правителството ограничи традициите на уахабийските жители, а жените днес трябва да имат същите права като мъжете. Да говорят с умовете си, без да се страхуват от затвор.

### Връзки с Осама бин Ладен
Хашогджи се среща с Осама бин Ладен през 80-те и 90-те години на миналия век в Афганистан, а Бин Ладен води война срещу СССР. Хашогджи интервюира Бин Ладен няколко пъти, обикновено се среща с бин Ладен в Тора Бора и веднъж в Судан през 1995 г. През този период, той е нает от саудитските разузнавателни агенции, за да се опита да повлияе на Бин Ладен да направи компромис със саудитското кралско семейство в своето съперничество.
Съобщава се, че Хашогджи някога се е опитал да убеди Бин Ладен да се откаже от тероризма. Хашогджи е единственият саудитец извън кралското семейство, който знае за техни отношения с Ал Кайда в навечерието на терористичните атаки от 11 септември. Той се разграничава от бин Ладен след атаките.
„Най-належащият проблем сега е да се гарантира, че нашите деца никога няма да бъдат повлияни от екстремистки идеи като тези 15 саудитци, които са били подведени в отвличането на четири самолета, водещи ги в челюстите на ада.“

## Изчезване и убийство
На 2 октомври 2018 г. Джамал Хашогджи отива в консулството на Саудитска Арабия в Истанбул, Турция за да получи документ, необходим му за повторен брак. Неговата годеница Хатидже Ченгиз не е допусната да влезе в сградата. Тя го чака до полунощ, но той не се връща.
Турската полиция заявява, че предполага, че Хашогджи е „брутално измъчван, убит и тялото му е разчленено“ в консулството. Предполага се, че на ръката си той има смарт часовник Apple, който успява да предаде данни за убийството на облачно съхранение. По-късно Яшин Актай, съветник на президента Реджеп Ердоган, представители на полицията и министърът на европейските въпроси Омер Елиелик заявяват, че 15 саудитски агенти са пристигнали същия ден и са участвали в операцията за ликвидиране на Хашогджи.
Официалната позиция на саудитските власти е, че Хашогджи е напуснал жив сградата на консулството през задния вход. По-специално, на 5 октомври 2018 г. тази гледна точка е изразена от принц Мохамед ибн Салман в интервю за Bloomberg, който заявява, че „се е върнал след няколко минути или час“.
Държавният департамент на САЩ и Министерството на външните работи на Турция изразяват загриженост за изчезването на Хашогджи, като призовават Саудитска Арабия да сътрудничи, за да се определи местонахождението му. Турският президент Ердоган поема под личния си контрол случая с изчезването на Хашогджи, наричайки го свой приятел и борец за свобода на мисълта.
На 15 октомври CNN съобщава, че Саудитска Арабия е напът да признае убийството, но твърди, че това е „разпит, излязъл от контрол“, а не предумишлено убийство. Това твърдение е критикувано от някои, като се има предвид, че Хашогджи е бил разчленен и че убийството му е предполагаемо умишлено, а освен това същият ден е пристигнал екип от 15 съдебномедицински специалисти, за които се предполага, че са унищожили доказателствата за престъплението.
На 16 октомври Middle East Eye съобщава, че според анонимен турски източник, убийството отнема около 7 минути, а съдебният специалист Салах Мухамед ал-Тубайги е нарязал тялото на Хашогджи на парчета, докато той е бил все още жив, а колегите му слушали музика. Източникът твърди още, че „Тубайги започва да реже тялото на Хашогджи на масата за разпит, докато е още жив“.
Wall Street Journal съобщава от анонимни източници, че Хашогджи е измъчван пред върховния саудитски дипломат Мохамад ал-Отайби, генерален консул на Саудитска Арабия. Ройтерс съобщава, че Ал-Отайби напуска Истанбул за Рияд на 16 октомври. Заминаването му е няколко часа, преди домът му да бъде претърсен във връзка с изчезването на журналиста.
Анализаторите предполагат, че саудитското ръководство би могло да смята Хашогджи за особено опасен, тъй като макар че не е дългогодишен дисидент, той е близък до управляващите кръгове и съветник на бивш шеф на разузнаването в Саудитска Арабия.
На 17 октомври 2018 г. турски служител заявява, че има аудио запис, който потвърждава смъртта на Хашогджи.
Турският проправителствен вестник „Дейли Сабах“ съобщава на 18 октомври, че съседи на резиденцията на консула са забелязали необичайно барбекю парти, което според вестника би могло да бъде замаскиране на миризмата от изгарянето на разчленения труп: „Живеем тук в продължение на 12 години, но никога не съм виждал да правят барбекю. В онзи ден те имаха барбекю парти в градината.“

### Разследване и присъди
На 20 октомври саудитското външно министерство съобщава, че предварителното разследване показва, че Джамал Хашогджи е починал в консулството след сбиване с хора от консулството, първото признание за смъртта на Хашогджи. Саудитската прокуратура съобщава, че са задържани 18 саудитци, „опитали се да скрият случилото се“ В същото време са уволнени редица висши сътрудници на разузнавателната служба на Саудитска Арабия и е създадена специална комисия по нейното реформиране.
На 25 октомври 2018 г. прокуратурата на Саудитска Арабия признава, че убийството не е случайно, а предумишлено.
На 26 септември 2019 г. престолонаследникът Мохамед ибн Салман признава, че носи отговорност за инцидента, тъй като се е случил, докато той ръководи службите, но заявява, че не е бил осведомен изцяло, тъй като отрядът саудитци са ползвали частни самолети.
На 23 декември 2019 г. саудитски съд осъжда на смърт петима от обвиняемите по делото за убийство. Още трима получават присъда затвор за общо 24 години. Представители на главната прокуратура заявяват, че убийството е било непредумишлено. В коментар по рисъдата, генералният секретар на Репортери без граници Кристоф Делуар заявява, че смъртните присъди са начин за укриване на истината, че съдебното производство е непрозрачно и че са укривани доказателства.
На 24 декември 2019 г. външнополитическата служба на ЕС осъжда смъртната присъда на главните обвиняеми в убийството на журналиста.